# Acusicola mazatlanesis
Acusicola mazatlanesis is een eenoogkreeftjessoort uit de familie van de Ergasilidae. De wetenschappelijke naam van de soort is voor het eerst geldig gepubliceerd in 1999 door El-Rashidy & Boxshall.